# Painted Lips
Painted Lips è un film muto del 1918 diretto da Edward J. Le Saint. Sceneggiato da Charles Kenyon per la Universal Film Manufacturing Company, il film venne prodotto dall'attrice australiana Louise Lovely, anche protagonista della storia. Gli altri interpreti erano Alfred Allen, Lew Cody, Hector Dion, Beatrice Van, Betty Schade, Mattie Witting.

## Trama
Il capitano McTavish ha cresciuto Lou, la sua unica figlia, in maniera molto severa. Quando però la ragazza viene a sapere che il padre è rimasto ucciso nel corso di una rissa, diventa amica di una cantante, Rose, una donna molto diversa da lei. Rose la porta una sera in un locale, lo Straw Cellar, dove Lou attira l'attenzione di uno dei clienti, Jim Douglass, che la crede una donna di facili costumi. Douglass è alla ricerca di un modo di vendicarsi di Andrew Solman, che tempo prima aveva insultato sua sorella. Pensa di presentargli la bella Lou, di fargli perdere la testa per lei e di fargliela sposare, in modo da punirlo unendolo in matrimonio con una donna perduta. Porta così in campagna Lou, dove per cinque mesi le insegna a diventare una vera "signora", elegante e dai modi raffinati. Quando pensa che Lou possa essere pronta, la presenta a Solman. L'uomo si innamora di lei e, ben presto, si dichiara. Ma Lou lo respinge. Quando poi gli spiega il piano di Douglass, Solman, credendola una donna facile, le salta addosso. In quel momento appare il capitano McTavish che, creduto morto, aveva cercato in tutti quei mesi di ritrovare la figlia. Vedendola aggredita, cerca di difenderla come può. Ma mentre sta per essere sopraffatto dal suo più giovane avversario, interviene Douglass che spara a Solman. Rendendosi adesso conto di avere sbagliato nel giudicare Lou, Douglass finalmente le confessa il suo amore.

## Produzione
Il film fu prodotto dalla Universal Film Manufacturing Company con il titolo di lavorazione The Straw Cellar.

## Distribuzione
Il copyright del film, richiesto dalla Universal, fu registrato il 25 gennaio 1918 con il numero LP11991.

Distribuito dalla Universal Film Manufacturing Company, il film uscì nelle sale statunitensi il 4 febbraio 1918. In Ungheria, fu distribuito il 15 maggio 1921 con il titolo Festett ajkak; in Argentina venne ribattezzato Boquitas pintadas; in Francia, Lèvres fardées.
Non si conoscono copie ancora esistenti della pellicola che viene considerata presumibilmente perduta.